# Campeonato de fútbol de Alemania Central
El Campeonato de fútbol de Alemania Central (en alemán: Mitteldeutsche Fußball Meisterschaft) fue la liga de fútbol más importante de Alemania Central que existió de 1902 hasta 1933.

## Historia
La liga fue creada en 1902 en un periodo en el que el fútbol en el imperio alemán estaba dividido en regiones en la que cada región tenía a su propio campeón el cual clasificaba al torneo nacional.
La región de Alemania Central (en alemán: Mitteldeutschland) estaba políticamente dividida en varios territorios:
- Ducado de Anhalt
- Reino de Sajonia
- Provincia de Sajonia
- Ducado de Saxe-Weimar-Eisenach
- Ducado de Saxe-Meiningen
- Ducado de Saxe-Altenburg
- Ducado de Saxe-Coburg and Gotha
- Principado de Schwarzburg-Sondershausen
- Principado de Schwarzburg-Rudolstadt
- Imperio de Reuss

Luego de la derrota del imperio alemán en 1918 y la formación de una república, los reinos y ducados pasaron a ser estados. Los pequeños estados de la región de Turingia se unieron para crear al estado de Turingia, con la excepción de Coburgo, que se unió a Baviera. Los nuevos estados y provincias fueron:
- Estado Libre de Anhalt
- Estado Libre de Sajonia
- Provincia de Sajonia
- Turingia

Desde 1902 el torneo se jugaba bajo un sistema de eliminación directa, en 1903 fue instaurado el Campeonato de fútbol alemán, siendo el ganador del Campeonato de fútbol de Alemania Central el primer campeón nacional, teniendo a su equipo más exitoso en el VfB Leipzig.
En 1913 el torneo cambío su formato a uno de una primera ronda en la que los participantes eran divididos en dos grupos en donde los vencedores de cada grupo jugaban la final, pero al año siguiente el torneo sería cancelado para pasar a jugar torneos regionales.
El torneo es retomado en 1919 con un cambio de formato en 1920 con una primera ronda de siete equipos,la cual aumentaron a 27 al año siguiente luego de que el fútbol en Alemania Central se fragmentara en varias competiciones regionales, manteniendo esa cantidad hasta 1928 a la que bajó a 26 equipos.
El campeonato desapareció en 1933 luego de la ocupación nazi y reemplazado por las Gauliga Mitte y Gauliga Sachsen.

## Ediciones anteriores
| Temporada | Winner               | Runner-Up                | Result     |
| 1902      | FC Wacker Leipzig    | Dresdner SC              | 6-3        |
| 1903      | VfB Leipzig          | SV Victoria 96 Magdeburg | 1-0        |
| 1904      | VfB Leipzig          | Dresdner SC              | 4-0        |
| 1905      | Dresdner SC          | Hallescher FC 1896       | 3-2        |
| 1906      | VfB Leipzig          | Dresdner SC              | Declarado  |
| 1907      | VfB Leipzig          | SV Victoria 96 Magdeburg | 1-0        |
| 1908      | FC Wacker Leipzig    | SV Victoria 96 Magdeburg | 3-2 aet    |
| 1909      | SC Erfurt            | Hallescher FC 1896       | 5-4        |
| 1910      | VfB Leipzig          | SC Erfurt                | 4-1        |
| 1911      | VfB Leipzig          | Hallescher FC Wacker     | 3-1        |
| 1912      | SpVgg Leipzig        | Hallescher FC Wacker     | 1-0        |
| 1913      | VfB Leipzig          | Coburger FC              | 6-0        |
| 1914      | SpVgg Leipzig        | VfB Leipzig              | 2-1        |
| 1915      | No se jugó           | No se jugó               | No se jugó |
| 1916      | SV Eintracht Leipzig | Hallescher FC Borussia   | 4-0        |
| 1917      | Hallescher FC 1896   | Dresdner Fussballring    | 2-0        |
| 1918      | VfB Leipzig          | Hallescher FC 1896       | 2-0        |
| 1919      | Hallescher FC 1896   | Dresdner Fussballring    | 2-1        |
| 1920      | VfB Leipzig          | Hallescher FC Wacker     | N/A        |
| 1921      | Hallescher FC Wacker | SpVgg Leipzig            | N/A        |
| 1922      | SpVgg Leipzig        | Chemnitzer BC            | N/A        |
| 1923      | Guts Muths Dresden   | VfB Leipzig              | 1-0        |
| 1924      | SpVgg Leipzig        | Hallescher FC Wacker     | 2-1        |
| 1925      | VfB Leipzig          | 1. SV Jena               | 2-0        |
| 1926      | Dresdner SC          | SV Fortuna 02 Leipzig    | 3-0        |
| 1927      | VfB Leipzig          | Chemnitzer BC            | 4-0        |
| 1928      | Hallescher FC Wacker | Dresdner SC              | 1-0        |
| 1929      | Dresdner SC          | Chemnitzer BC            | 3-2        |
| 1930      | Dresdner SC          | VfB Leipzig              | 2-1        |
| 1931      | Dresdner SC          | FC Preußen Langensalza   | 6-0        |
| 1932      | Chemnitzer PSV       | Dresdner SC              | 3-2 aet    |
| 1933      | Dresdner SC          | Chemnitzer PSV           | 3-1        |

En negrita los equipos que ganaron el campeonato alemán.

## Títulos por equipo
| Club                        | Títulos | Años                                                                                              |
| --------------------------- | ------- | ------------------------------------------------------------------------------------------------- |
| VfB Leipzig                 | 11      | 1902/03, 1903/04, 1905/06, 1906/07, 1909/10, 1910/11, 1912/13, 1917/18, 1919/20, 1924/25, 1926/27 |
| Dresdner SC                 | 6       | 1904/05, 1925/26, 1928/29, 1929/30, 1930/31, 1932/33                                              |
| SpVgg 1899 Leipzig-Lindenau | 4       | 1911/12, 1913/14, 1921/22, 1923/24                                                                |
| Wacker Leipzig              | 2       | 1901/02, 1907/08                                                                                  |
| Hallescher FC 1896          | 2       | 1916/17, 1918/19                                                                                  |
| FC Wacker Halle             | 2       | 1920/21, 1927/28                                                                                  |
| SC Erfurt                   | 1       | 1908/09                                                                                           |
| FC Eintracht Leipzig        | 1       | 1915/16                                                                                           |
| Guts Muts Dresden           | 1       | 1922/23                                                                                           |
| PSV Chemnitz                | 1       | 1931/32                                                                                           |